# Forbes Burnham
Pour les articles homonymes, voir Burnham.
Forbes Burnham (né le 20 février 1923, à Georgetown – mort le 6 août 1985, dans la même ville) est un homme d'État guyanien.
Considéré comme le représentant de la population noire du pays, il a fondé le Congrès national du peuple qu'il dirige jusqu'à sa mort. Conservateur et pro-occidental, il remporte, avec l'aide des autorités britanniques, l'élection de 1964. Il négocie à Londres l'indépendance de son pays, qu'il obtient en mai 1966. Il proclame la République en 1970. En 1980, il est élu président de la République, mais meurt cinq ans plus tard dans l'exercice de ses fonctions.

## Jeunesse
Forbes Burnham naît parmi trois fils d'une famille afro-guyanaise à Kitty, une banlieue de Georgetown, dans l'est du Démérara. Il obtient une bourse pour suivre les cours du Queen’s College de Georgetown. En 1942, il obtient une bourse de la Guyane britannique et part étudier le droit à la London School of Economics dont il est diplômé en 1947. Pendant ces études à Londres, il est secrétaire général de l'Union des étudiants antillais (West Indian Students' Union, WISU), sous la présidence de Milton Cato et noue des liens avec de nombreux étudiants venus des colonies africaines ou caribéennes, comme Seretse Khama, Kwame Nkrumah, Michael Manley ou Errol Barrow. C'est aussi pendant ses études qu'il rencontre sa première femme, Sheila Lataste, une étudiante en ophtalmologie de Trinité-et-Tobago, qu'il épouse en 1951. Le couple a trois filles, Roxane, Annabelle et Francesca.

## Débuts en politique: le Parti progressiste du peuple (PPP)
Forbes Burham retourne en Guyane britannique en 1949 et participe avec Cheddi Jagan à la fondation du Parti progressiste du peuple (PPP) de Guyane en 1950. Il en devient le président. En 1952, Burnham devient le dirigeant d'un syndicat affilié au PPP, le British Guiana Labour Union qu'il préside jusqu'en 1956. En 1953, le PPP gagne 18 des 24 sièges lors des premières élections autorisées par le gouvernement colonial britannique. Pendant la courte période du gouvernement PPP qui suit, Burnham est ministre de l'Éducation.
En 1955, il y a une division au sein du PPP entre Burnham et Jagan. Burnham défend une approche plus compatible avec la situation géopolitique de la Guyane britannique, pays de l'hémisphère américain, et récuse la voie socialiste défendue par Jagan,,. 

## Le Congrès national du peuple
Après avoir quitté le PPP, Burnham fonde le Congrès national du peuple en 1958. Ce parti participe pour la première fois aux élections en 1961. En 1964, il arrive deuxième derrière le PPP qui n'atteint cependant pas la majorité. Le PNC s'allie alors avec La Force unie, un petit parti conservateur fondé par Peter D'Aguiar qui était arrivé troisième avec 12 % des voix. Forbes Burnham devient Premier ministre le 12 décembre 1964. Il entame aussitôt des négociations pour obtenir l'indépendance de la Guyane britannique. Elles aboutissent et le pays, rebaptisé Guyana, devient indépendant le 26 mai 1966.
Il se remarie avec Viola Burnham en 1967, qui s'implique également en politique et avec qui il a deux filles, Melanie et Ulele. Le couple adopte un fils nommé Kamana.
Après avoir d'abord essayé d'attirer les capitaux étrangers, Burham se rapproche de Cuba et du camp communiste et proclame le Guyana comme une  « République coopérative » en 1970. Entre 1971 et 1976, il nationalise les mines, les plantations et les raffineries détenues par des capitaux étrangers si bien qu'en 1979, la part du secteur privé est réduite à 10 % de l'économie. En 1978, il remporte un référendum renforçant les pouvoirs du président et permettant au Parlement de changer la constitution sans référendum. Le gouvernement de Burnham est cependant accusé de fraude électorale. Le mandat du Parlement est alors prolongé et une nouvelle constitution est proclamée en 1980 qui accorde de véritables pouvoirs exécutifs au président.

## Président de la République
Le 6 octobre 1980, Forbes Burnham est élu président de la république Coopérative du Guyana, mais son élection est là encore entachée de soupçons de fraude. Il poursuit sa politique d'étatisation de l'économie de façon autoritaire, mais la croissance économique n'est pas au rendez-vous.
Forbes Burnham meurt le 6 août 1985 lors d'une opération chirurgicale dans un hôpital de Georgetown.